# Herbert Le Porrier
Herbert Le Porrier, né le 30 mars 1913 à Czernowitz en Bucovine et mort le 22 septembre 1977 à Paris 20e, est un écrivain français, lauréat du prix du roman populiste en 1952, du prix des libraires en 1975, du prix Thyde Monnier de la Société des gens de lettres en 1977.

## Biographie
Herbert Le Porrier est cousin germain, par sa mère, d'Otto Preminger[réf. nécessaire]. Il immigre en France en 1933 pour y étudier la médecine et obtient son diplôme de docteur en médecine en 1940. Durant la guerre il s'engage comme FFI en octobre 1942[réf. nécessaire] et exerce la médecine en milieu rural pendant l'Occupation notamment à Longny-au-Perche où il se lie d'amitié avec Louise Hervieu qui s'y est retirée pour raisons de santé. C'est à cette époque qu'il réalise ses premiers écrits.
Il s'installe à Paris en 1945 pour y mener de front son métier de médecin et son œuvre littéraire. Romancier, dramaturge, essayiste, chroniqueur, critique (notamment aux Lettres françaises), il devient membre du Comité national des écrivains dont il s'éloigne à la suite des événements de Hongrie en 1956.

## Œuvre
- 1945 : La Mue, Jean Renard. Roman ayant pour thème la crise pubertaire, cet état douloureux que personne ne comprend, pas même celui qui le subit, l’éclosion du sentiment amoureux qui ne sait encore pas sur qui se poser et tâtonne maladroitement entre fébrilité et pudeur.
- 1946 : Entraves, Ariane. Découverte de l’âge adulte et de ses réalités vécues par un jeune étudiant en médecine au cœur de quartier latin.
- 1946 : Et pourtant elle tourne, pièce en 3 actes et 4 tableaux. Créée au Théâtre La Bruyère (Paris) le 23 avril 1946, dans une mise en scène de Pierre Franck, avec dans les principaux rôles José Squinquel (Galilée), Pierre Franck (Baccio), Henriette Berriau (Julia). La pièce a pour thème le procès de Galilée. Reprise radiophonique en Programme National le 10 août 1946
- 1950 : La Fille Béguin Pièce en 3 actes. Création du théâtre de Genève, le 15 janvier 1949, dans une mise en scène de Maurice Jacquelin, avec dans les rôles principaux Maurice Jacquelin et Guy Tréjean. La pièce a pour thème la vie d’une fille de ferme soumise dans tous les sens du terme aux hommes qui l’approchent ; mais la révélation de l’amour d’un homme l’aidera à se laver de ces souillures. Reprises à Paris, Monte-Carlo, Nice, et Cannes.
- 1951 : Juliette au passage, Seuil, Prix du roman populiste 1952. Juliette est une jeune femme dont la vie est ancrée dans un quartier parisien ouvrier et populeux, une rue sordide de façades lépreuses. Elle désire se consacrer à lutter contre cette misère par un engagement politique sincère mais naïf, qu’elle tente de faire partager à son compagnon, sans se douter qu’il trahira l’amour qu’elle lui porte en versant dans la crapulerie pour avoir voulu sortir par tous les moyens de leur condition.
- 1951 : L’Amour au microscope : essai d’initiation (sous le pseudonyme Pierre Berthorrel). Essai sur la phénoménologie de l’amour dans sa complexité psychophysiologique, charnelle, et esthétique.
- 1952 : Le Cercle de craie. Pièce en deux actes et quatre tableaux. Création radiophonique le 5 janvier 1951, et sur scène le 15 mars 1952 (Théâtre de Nice), dans une mise en scène de Marcel Herrand, décors et costumes de Jean Marais, musique de Joseph Kosma, dans les principaux rôles, Anouk Aimée, Odette Joyeux, Tania Balachova, Robert Arnoux. La pièce reprend le thème d’un drame constituant le 64e cycle de cent ouvrages publiés en Chine entre 1260 et 1370. Une jeune fille de 16 ans orpheline est vendue par sa mère comme pensionnaire d’une maison de thé. Le prince Pao, client régulier, en tombe amoureux. Mais c’est le mandarin Mâ qui devient maître de la jeune femme et lui fait un fils que ne pouvait lui donner son épouse régulière qu’il délaisse. Cette dernière, pour se venger, l’empoisonne et accuse la jeune fille de ce crime. Condamnée, elle n’est sauvée que par l’accès au trône du prince Pao qui ne l’a jamais oubliée et fera d’elle l’impératrice de Chine. La pièce a obtenu en 1951 le Grand Prix d’Art Dramatique du Casino d’Enghien avec un jury présidé par Béatrix Dussane et dont faisaient partie Henri Jeanson, Marcel Achard, Morvan Lebesque, Steve Passeur, André Barsacq, Raymond Rouleau. Reprise par la troupe du théâtre Arlequin au théâtre de la Cité Universitaire en 1965. Publiée aux éditions du Seuil (1960).
- 1953 : Le Paradis terrestre, Seuil. La révolte d'un homme de 30 ans contre une mère trop possessive et un monde qu'il ne peut comprendre le mène à une quête de vérité qui apparaît comme de la déraison à son entourage, et à un internement psychiatrique définitif.
- 1953 : Le joueur de flûte de Hamelin. Pièce pour marionnettes en un acte. D’après le conte allemand du XIIIe siècle repris par les frères Grimm. Créée par Jacques Chesnais sur une musique de Jean Wiener au studio des Champs-Élysées (1953).
- 1954 : La Rouille, Seuil
- 1956 : La Découverte, Seuil
- 1957 : Le Maquignon du Brandebourg. Création radiophonique par la Comédie Française et sur scène par la comédie de Saint-Étienne, sous la direction de Jean Dasté (1957), avec dans les principaux rôles Jean Dasté, Gabriel Monnet, Françoise Bertin. Le thème de la pièce est issu d’une nouvelle de Henrich von Kleist. Un maquignon menant à une foire ses deux plus beaux chevaux se les fait saisir par un petit seigneur, pour en faire des chevaux de labour. Dès lors, le maquignon n’aura de cesse de demander justice en déclenchant une révolte paysanne contre le seigneur, révolte qui finira par son ampleur par lui échapper. L’Électeur de Saxe finira par lui rendre justice en lui restituant ses chevaux, mais en le faisant exécuter pour le trouble politique dont il s’est rendu responsable. Pièce publiée aux éditions du Seuil (1960).
- 1957 : Amphitryon 57. Pièce en un acte. Création au théâtre de Lutèce (Paris) le 3 janvier 1957 dans une mise en scène de Gabriel Garran. Musique de l’auteur. Thème : les amours de Jupiter. Publiée dans la revue ‘Les œuvres libres » (décembre 1957) chez Arthème Fayard.
- 1958 : Les Hommes dans la ville, Seuil. Un grand violoniste de passage pour un récital, une bande d’étudiants et d’ouvriers) vivent les événements de Budapest, les subissent, et pour certains n’y survivront pas. Ce roman engendre la rupture de l’auteur avec le Comité National des Écrivains sur lequel Louis Aragon imprime alors son influence sans partage, et avec l’hebdomadaire les « Lettres Françaises » auquel il collaborait régulièrement, notamment pour une rubrique de critique théâtrale.
- 1959 : Connaissez-vous la Voie lactée ? Adaptation d’après une pièce de Karl Wittlinger. Création au théâtre de poche de Bruxelles (1958) puis au Théâtre des Mathurins le 18 mars 1959, dans une mise en scène de Roger Hardt, avec dans les deux rôles Michel Piccoli et Christian Alers. La pièce se déroule dans un asile d’aliénés. Un homme y est considéré comme amnésique et pauvre d’esprit à la suite d’un accident. Il propose au médecin de jouer pour la soirée de distraction des pensionnaires une pièce, celle de sa vie : revenant dans son village après la guerre, mais considéré comme mort et ne parvenant pas à retrouver son identité, il se reconstruit un monde partagé entre l’imaginaire et la réalité, c’est-à-dire le théâtre de l’existence
- 1960 : Théâtre 1 : Le maquignon du Brandebourg, suivie de Le cercle de craie, Seuil
- 1965 : Célébration du violon, Robert Morel. Essai consacré à l’instrument (que Herbert Le Porrier maîtrisait en très bon amateur) et au mystère, voire au miracle que représente cet assemblage de quatre-vingt-trois pièces de bois par un peu de colle, de vernis, et de quatre cordes dans l’histoire de la musique.
- 1968 : Paradoxe sur la médecine, Fayard. Reprise de 4 textes publiés en 1964 dans la revue Arts, consacrés à une réflexion sur ce que la médecine est et surtout n’est pas, ce qu’elle se fixe comme objectif et les raisons pour lesquelles elle ne peut y parvenir malgré d’indéniables progrès. Faite par des êtres humains, pour des êtres humains, tout concourt à en limiter le champ au périmètre du raisonnable, encore loin du souhaitable et des assertions vertueuses. Cet essai a été réédité en 1976 chez Payot (Le médecin aujourd’hui, collection des sciences de l’homme).
- 1968 : La Demoiselle de Chartres, Seuil. Une jeune femme employée de maison dans une famille bourgeoise accuse un jeune médecin d’avoir entrepris une interruption de la grossesse (fictive) dont elle attribue la paternité au fils de la famille. La rumeur publique, les maladresses de l’accusé, conduiront à la condamnation du jeune médecin, et au suicide dans sa cellule.
- 1974 : Le Médecin de Cordoue, Seuil – Prix des libraires.
- 1977 : Le Luthier de Crémone, Seuil. Évocation romancée de la vie d’Antonio Stradivarius, et du miracle qui a fait que les instruments de cet artisan ont bouleversé le monde de la musique : en dotant solistes et compositeurs des instruments permettant de faire sortir la musique du cadre des salons de la noblesse vers les salles de concert.

Les manuscrits inédits à ce jour (romans, essais, pièces de théâtre) ainsi que les archives personnelles de Herbert Le Porrier sont conservées à l’IMEC (Institut mémoire de l’édition contemporaine)